# Frändefors socken
Frändefors socken i Dalsland ingick i Sundals härad, ingår sedan 1974 i Vänersborgs kommun och motsvarar från 2016 Frändefors distrikt och småorten Djupedalen. 
Socknens areal är 219,76 kvadratkilometer varav 205,43 land. År 2000 fanns här 3 370 invånare. Tätorten Frändefors med sockenkyrkan Frändefors kyrka ligger i socknen.

## Administrativ historik
Socknen har medeltida ursprung.
Vid kommunreformen 1862 övergick socknens ansvar för de kyrkliga frågorna till Frändefors församling och för de borgerliga frågorna bildades Frändefors landskommun. Landskommunen uppgick 1974 i Vänersborgs kommun. I början av 1970-talet avskiljdes den sydligaste delen av socknen till Vänersborgs församling i Skara stift, för att ge plats åt stadsdelen Katrinedal i Vänersborg.
1 januari 2016 inrättades distriktet Frändefors, med samma omfattning som församlingen hade 1999/2000.  
Socknen har tillhört län, fögderier, tingslag och domsagor enligt vad som beskrivs i artikeln Sundals härad. De indelta soldaterna tillhörde Västgöta-Dals regemente och Valbo kompani.

## Geografi och natur
Frändefors socken ligger norr om Vänersborg med Vänern i öster kring Frändeforsån och sjön Hästefjorden. Socknen är en slättbygd på södra delen av Dalboslätten med skogstrakter i söder.
Det finns två kommunala naturreservat i socknen: Dalbobergen och Sjöbotten. Största insjöar är Stora Hästefjorden och Östra Hästefjorden.
En sätesgård var Forsane herrgård.
I Dykälla fanns ett gästgiveri.

## Fornlämningar
Boplatser och elva hällkistor från stenåldern är funna. Från järnåldern finns några mindre gravfält.

## Namnet
Namnet skrevs 1380 Frändäfors och kommer äldst från en fors i Frändeforsån. Förleden innehåller troligen ett mansnamn Frände.

## Befolkningsutveckling
1861–1930 utvandrade över 3 000 personer från socknen. Den tidigaste emigrationen skedde till Norge och strömmen dit fortsatte att vara ganska hög ända till 1880, sen dominerar emigrationen till USA. Emigrationen nådde sin höjdpunkt 1881–1890.
Mellan åren 1881 och 1905 emigrerade 1 995 personer från Frändefors. År 1865 var folkmängden i Frändefors socken 5 401. Den största folkmängden uppnåddes 1881 med 5 931 personer. 1931 hade den minskat till 3 644 invånare.
| Befolkningsutvecklingen i Frändefors socken 1750–1990                                                   | Befolkningsutvecklingen i Frändefors socken 1750–1990 | Befolkningsutvecklingen i Frändefors socken 1750–1990 | Befolkningsutvecklingen i Frändefors socken 1750–1990 | Befolkningsutvecklingen i Frändefors socken 1750–1990 |
| --- | ----------------------------------------------------- | ----------------------------------------------------- | ----------------------------------------------------- | ----------------------------------------------------- |
| |                                                       |                                                       |                                                       |                                                       |
| År |                                                       |                                                       | Folkmängd                                             |                                                       |
| 1750 | 1750                                                  |                                                       | 2 046                                                 |                                                       |
| 1760 | 1760                                                  |                                                       | 2 058                                                 |                                                       |
| 1769 | 1769                                                  |                                                       | 2 095                                                 |                                                       |
| 1780 | 1780                                                  |                                                       | 2 191                                                 |                                                       |
| 1790 | 1790                                                  |                                                       | 2 309                                                 |                                                       |
| 1810 | 1810                                                  |                                                       | 2 169                                                 |                                                       |
| 1820 | 1820                                                  |                                                       | 2 527                                                 |                                                       |
| 1830 | 1830                                                  |                                                       | 3 195                                                 |                                                       |
| 1840 | 1840                                                  |                                                       | 3 694                                                 |                                                       |
| 1850 | 1850                                                  |                                                       | 4 278                                                 |                                                       |
| 1860 | 1860                                                  |                                                       | 5 073                                                 |                                                       |
| 1870 | 1870                                                  |                                                       | 5 550                                                 |                                                       |
| 1880 | 1880                                                  |                                                       | 5 899                                                 |                                                       |
| 1890 | 1890                                                  |                                                       | 5 439                                                 |                                                       |
| 1900 | 1900                                                  |                                                       | 4 694                                                 |                                                       |
| 1910 | 1910                                                  |                                                       | 4 115                                                 |                                                       |
| 1920 | 1920                                                  |                                                       | 3 902                                                 |                                                       |
| 1930 | 1930                                                  |                                                       | 3 647                                                 |                                                       |
| 1940 | 1940                                                  |                                                       | 3 462                                                 |                                                       |
| 1950 | 1950                                                  |                                                       | 3 234                                                 |                                                       |
| 1960 | 1960                                                  |                                                       | 2 896                                                 |                                                       |
| 1970 | 1970                                                  |                                                       | 2 667                                                 |                                                       |
| 1980 | 1980                                                  |                                                       | 3 251                                                 |                                                       |
| 1990 | 1990                                                  |                                                       | 3 548                                                 |                                                       |
| Anm: Källor: Umeå universitet - Tabellverket 1749-1859, Demografiska databasen, CEDAR, Umeå universitet |                                                       |                                                       |                                                       |                                                       |